# Saint-Patrice
Saint-Patrice era un comune francese di 694 abitanti situato nel dipartimento dell'Indre e Loira nella regione del Centro-Valle della Loira.
Dal 1º gennaio 2017 è confluito nel comune di Coteaux-sur-Loire.

## Società

### Evoluzione demografica
Abitanti censiti